# Eva (Enric Clarasó i Daudí)
Eva és una escultura feta en marbre per Enric Clarasó i Daudí el 1904 i que actualment es conserva al Museu Nacional d'Art de Catalunya.
Va ser presentada a l'Exposició de Madrid de 1904, on l'artista va ser guardonat amb la medalla de plata. L'any 1907 va presentar-la l'Exposició d'Art de Barcelona, en aquesta ocasió va tornar a rebre el segon premi. Aquest mateix any va ser adquirida a la col·lecció de l'actual MNAC a través de la «V Exposició Internacional de Belles Arts i Indústries Artístiques» de Barcelona.

## Anàlisi
L'escultura representa una dona nua asseguda sobre una base semblant a una roca. La figura està arraulida sobre les seves cames doblegades i reposa el cap entre els braços estirats en direcció a terra i units per les mans enllaçades. El rostre de la dona queda amagat entre els braços i per una llarga cabellera que cau per sobre d'aquests fins a tocar la base de la peça.
Podria ser que el títol de l'obra fes referència al personatge bíblic, i que Clarasó volgués representar una Eva ja expulsada del Paradís, sola i penedida del pecat comès. Vulgui representar aquest tema o no, l'obra transmet aquests sentiments de tristesa, penediment i solitud, una sensació que l'artista ja havia sabut captar en obres anteriors.
Aquesta escultura ha estat etiquetada com a última obra avantguardista d'Enric Clarasó, ja que és l'última obra on l'artista presenta innovacions de caràcter temàtic i formal. En aquesta obra la principal preocupació de l'artista és representar una idea a través d'unes línies senzilles i d'una peça concebuda des d'una vessant molt escultòrica on els volums i la composició en si prenen molta importància. Clarasó aconsegueix fer una figura bella a partir de línies suaus i delicades que contrasten amb la rigidesa i rugositat de la base.

## EvaiEl Desconsol
Molts cops s'ha volgut relacionar l'escultura Eva d'Enric Clarasó amb la tan coneguda peça El Desconsol de Josep Llimona. L'obra de Clarasó ha estat considerada anterior a la de Llimona tot i que la versió en marbre d'Eva va ser presentada a Madrid el 1904 i El Desconsol va ser presentada en guix l'any 1903. Llimona no farà la seva obra en marbre fins al 1907 amb motiu de la V Exposició Internacional de Belles Arts de Barcelona.
Es tracta de dues obres on el protagonisme el té una figura nua que no ens mostra el rostre que queda cobert pels cabells. Fins i tot la posició de les extremitats del personatge és semblant, totes dues figures tenen un genoll més elevat que l'altre i els braços units per unes mans que entrellacen els seus dits.
Els dos artistes pretenien el mateix, van realitzar una obra que en un primer moment sembla realista, però que en analitzar-la s'hi pot veure una forta idealització. Tot i així hi ha una gran diferència a l'hora de concebre la peça. Josep Llimona tenia més capacitat de síntesi, no es fixava en els detalls que no interessen, va donar més força a la línia escultòrica, mentre que Clarasó va preocupar-se més pels detalls puntuals, es pot veure en el tractament de l'anatomia, deixant una mica de banda l'elegància de la línia i dels volums.